# 1990
1990 (MCMXC) var ett normalår som började en måndag i den gregorianska kalendern. Det var det första året på decenniet 1990-talet.

## Händelser

### Januari

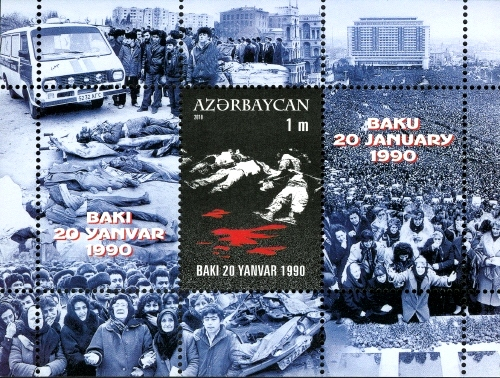
Svarta januari.

- Januari  – John McEnroe USA diskvalificeras från årets Australiska öppna i tennis på grund av odisciplinerat uppträdande [1].
- 2 januari – De svenska tidningarna Kvällsposten och GT slås ihop till iDag.
- 3 januari – Panamas ledare Manuel Noriega överlämnar sig till USA:s invaderande soldater och häktas misstänkt för knarksmuggling [2].
- 3 januari – 3 personer omkommer då en Piper Navajo störtar nordväst om Hudiksvall, Sverige [3].
- 4 januari – 310 personer omkommer vid tågkollision i Pakistan [3].

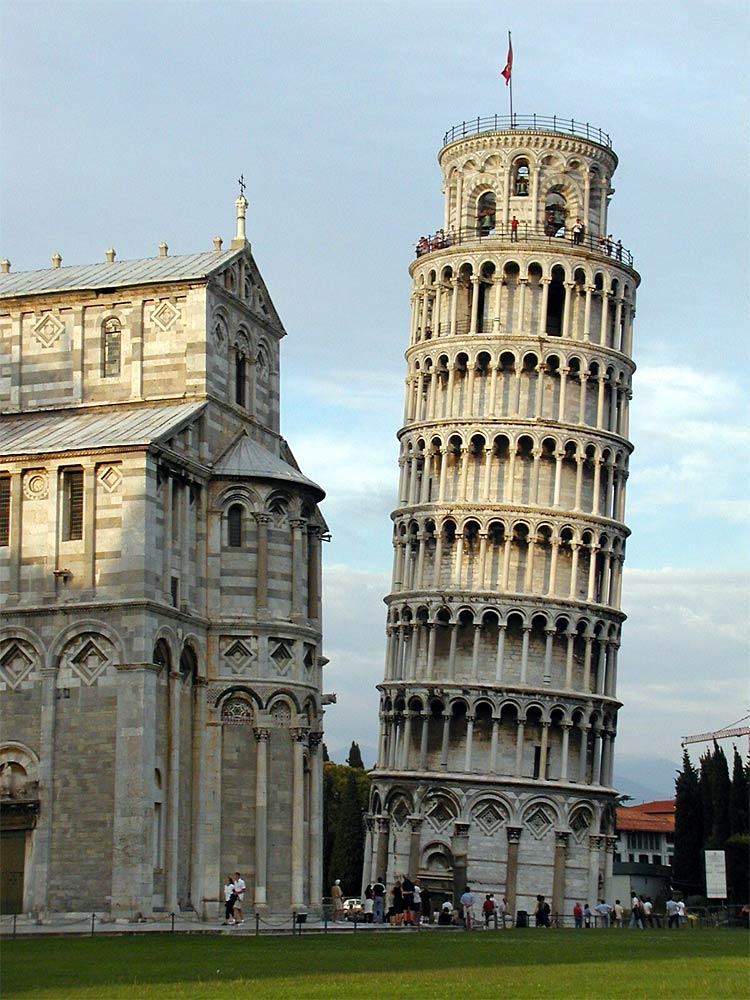
Lutande tornet i Pisa stängs.

- 8 januari – Lutande tornet i Pisa stängs för första gången på 800 år då det anses luta för mycket [4].
- 10 januari – Sveriges finansminister Kjell-Olof Feldt presenterar sitt sista budgetpaket.
- 12 januari – Ingela Thalén blir svensk socialminister.
- 14 januari – 44 personer döda vid en diskoteksbrand i Spanien [3].
- 16 januari – Amerikanen David J. Herman utses till VD för Saabs personbilsdivision, som nyligen sålts till GM [5].
- 20 januari
  - Sovjetiska soldater ockuperar Baku i Azerbajdzjanska SSR, i samband med undantagstillstånd utfärdat av Michail Gorbatjov. Över 130 personer dödas och över 700 skadas under demonstrationer för självständighet.[6][7]
  - Östtyskland beslutar att Berlinmuren skall säljas till intresserade i väst [4].
- 25 januari
  - Den svenska "Valpskatten" på handel med värdepapper, som infördes 1987, avskaffas då en stor del av handeln har flyttat utomlands [8].
  - 72 personer omkommer då ett colombianskt flygplan störtar på grund av bränslebrist vid John F. Kennedy International Airport i New York i New York i USA [3].
- 29 januari – En månadslång konflikt i de svenska bankerna stänger alla bankkontor [8].
- 31 januari – McDonald’s öppnar sin första restaurang i Moskva [9].

### Februari
- 2 februari – Sydafrikas president F.W. de Klerk meddelar att Nelson Mandela skall släppas ur fängelset efter 27 år [4].
- 5 februari – Det sovjetiska kommunistpartiet beslutar avstå sin politiska monopolställning [2].
- 7 februari – 72 personer döda vid en gruvolycka i Turkiet [3].
- 6 februari – Den första svenska hjärt-lung-transplantationen genomförs.
- 8 februari – Sveriges finansminister Feldt lägger fram ett bistert krisprogram som kritiseras från de flesta håll, vilket leder till svenska regeringens avgång [8]. Det innehåller löne-, pris-, hyres- och kommunalskattestopp samt strejkförbud.
- 10 februari
  - Västtysklands förbundskansler Helmut Kohl får ja av Sovjetunionen till tysk återförening [2].
  - Vid ett vulkanutbrott på Java täcks stora delar av ön av ett tjockt, svart asklager [10].

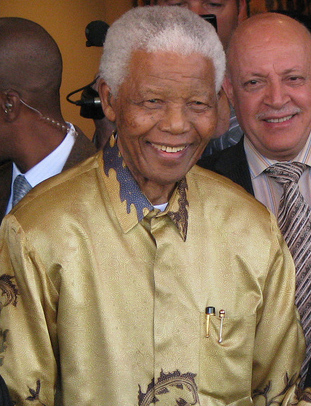
Nelson Mandela frisläppt.

- 11 februari – Nelson Mandela friges efter 27 år i fängelse och möts av jublande folkmassor i Kapstaden [9].
- 12 februari – En mindre svensk regeringsombildning genomförs, varvid Mona Sahlin och Rune Molin blir statsråd.
- 13 februari – USA:s drar tillbaka de sista av de soldater man 1989 skickade till Panama för att skydda amerikaner och stoppa general Manuel Noriega [11].
- 14 februari
  - 89 personer omkommer och 57 överlever då en indisk Airbus havererar [3].
  - USA, Sovjetunionen, Storbritannien och Frankrike enas om principerna för tysk återförening [2].
- 15 februari – Den socialdemokratiska svenska regeringen fälls av Sveriges riksdag, som inte accepterar ett krispaket, och finansminister Kjell-Olof Feldt avgår dagen efter[5]. Förslaget handlar om lönestopp.
- 16 februari – Kjell-Olof Feldt avgår som svensk finansminister.
- 19 februari
  - Polis sätter in tårgas mot albanska demonstranter i Kosovo [4].
  - Ingvar Carlsson får i uppdrag att bilda en ny svensk regering.
- 20 februari – Berlinmuren är nu nerriven mellan gamla riksdagshuset och Checkpoint Charlie.
- 22 februari – Ingvar Carlsson meddelar, att han är beredd att bilda ny regering med aktivt stöd från Vänsterpartiet och passivt från Centerpartiet.
- 23 februari – Volvo och Renault tillkännager planer på att gå samman genom att de köper andelar i varandra [8].
- 27 februari
  - Ingvar Carlsson väljs till ny statsminister i Sverige sedan Carl Bildt avböjt, och bildar en ny regering. Allan Larsson blir ny finansminister [8] och Erik Åsbrink blir budgetminister [5].
  - Vasaloppet ställs in för första gången sedan 1934, snöbrist är orsaken [9].

### Mars
- 11 mars

Litauen.

Namibia.

  - Diktatorn Augusto Pinochet lämnar ifrån sig presidentämbetet i Chile till den folkvalde Patricio Aylwyn efter 17 år [2].
  - Litauiska SSR förklarar sig självständigt [2].
- 13 mars – Nelson Mandela besöker Sverige och talar i Sveriges riksdag.
- 15 mars – 62 personer skadas allvarligt då två spårvagnståg kolliderar i Göteborg [3]. Flera av de skadade är barn [8].
- 16 mars – På fyra dagar har 600 asylsökande kommit med Polenfärjorna till Sverige. 2 000 till väntar i Polen, de flesta från Mellanöstern [8].
- 18 mars – Den borgerliga alliansen vinner det första fria parlamentsvalet i Östtyskland, som därmed säger ja till marknadsekonomi och snabb återförening med Västtyskland [9].
- 19 mars – Sovjetunionen återinför direktstyre i Litauiska SSR [2].
- 21 mars – Namibia blir självständigt från Sydafrika efter 75 år [9].
- 27 mars – Beslut tas på Skansen om att elefanterna ska bort [4].
- 29 mars – Sex svenska polischefer åtalas för otillåten avlyssning av kurder och palestinier.

### April

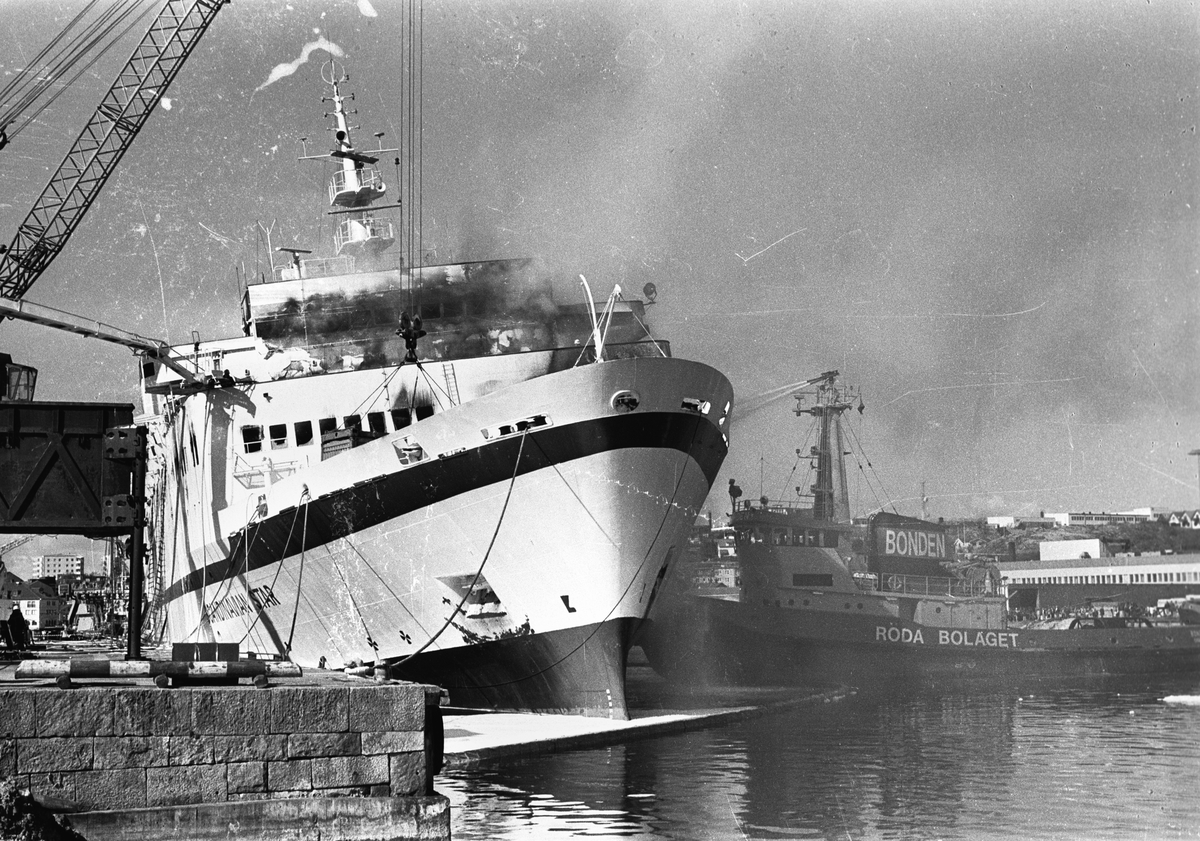
En troligen anlagd brand utbryter ombord på färjan M/S Scandinavian Star utanför Bohusläns kust under färd från Oslo till Frederikshavn, varvid 158 människor omkommer.

- 7 april – En troligen anlagd brand utbryter ombord på färjan M/S Scandinavian Star utanför Bohusläns kust under färd från Oslo till Frederikshavn, varvid 158 människor omkommer [9].
- 8 april – Miklós Némeths reformkommunistiska regering röstas bort då Ungern för första gången sedan 1945 har fria val [9].
- 16 april – 71 personer omkommer vid tågbrand i Indien [3].
- 20 april – De svenska socialdemokraterna säger ja till bro över Öresund [4].

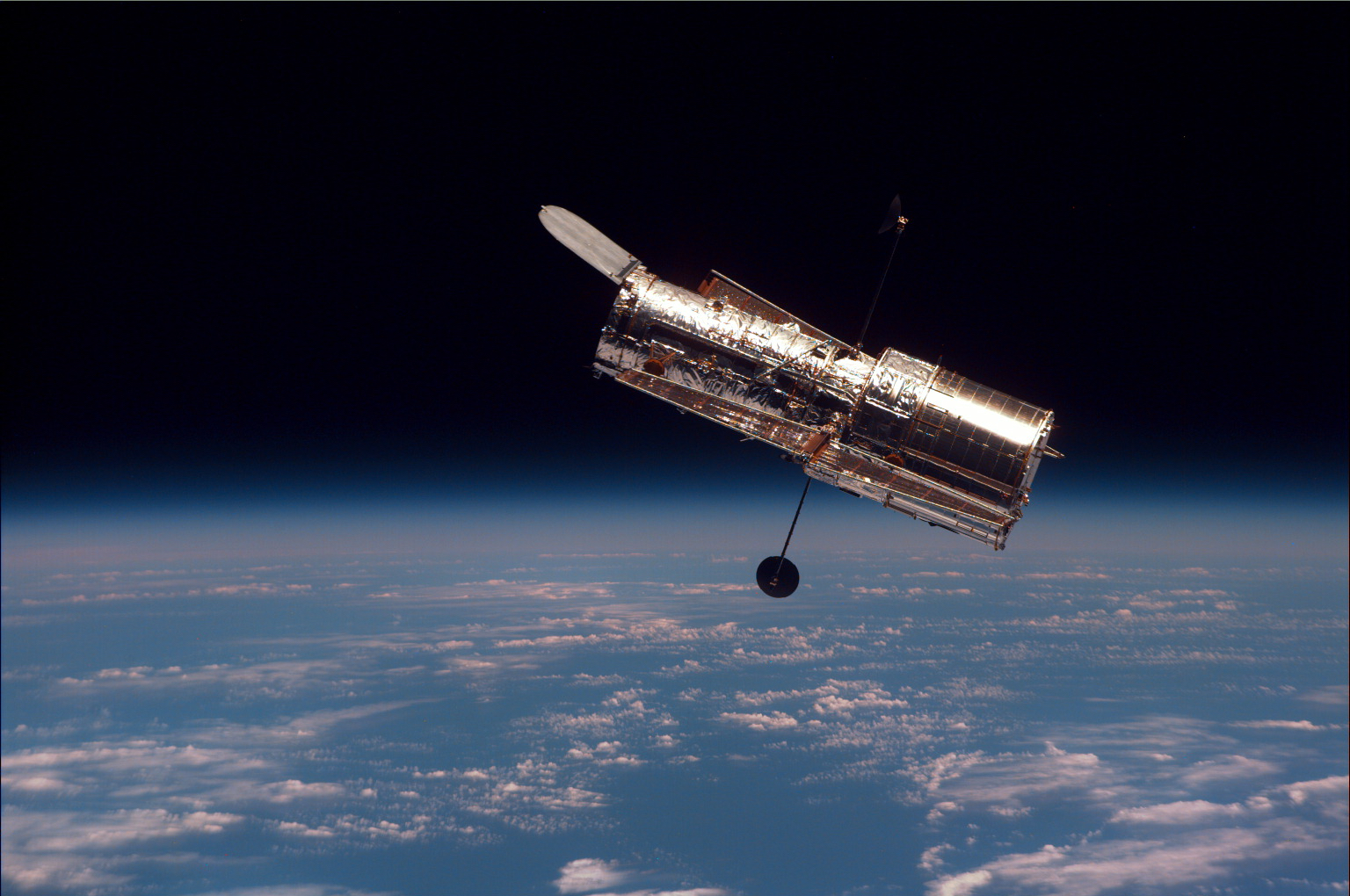
Rymdteleskopet Hubble skjuts iväg i omloppsbana runt jorden från rymdfärjan Discovery/STS-31.

- 24 april – Rymdteleskopet Hubble skjuts iväg i omloppsbana runt jorden från rymdfärjan Discovery/STS-31.[12]
- 27 april – Skogsindustrikoncernen Stora köper den västtyska industrigruppen Feldmühle Nobel för 14 miljarder SEK i det hittills största svenska företagsköpet [5].

### Maj

Nord- och Sydjemen bildar Jemen.

- 1 maj – De sovjetiska ledarna lämnar tribunen på Röda torget efter att ha blivit utbuade [4].
- 2 maj – Justitiekanslern ger Christer Pettersson 300 000 kronor i skadestånd för att han suttit oskyldigt häktad i tio månader [8].
- 3 maj – Ett 30-tal familjer evakueras vid skogsbrand i Lessebo, Sverige [10].
- 11 maj – Mikael Reuterswärd och Oskar Kihlborg blir de första svenskarna som lyckas bestiga Mount Everest.
- 17 maj

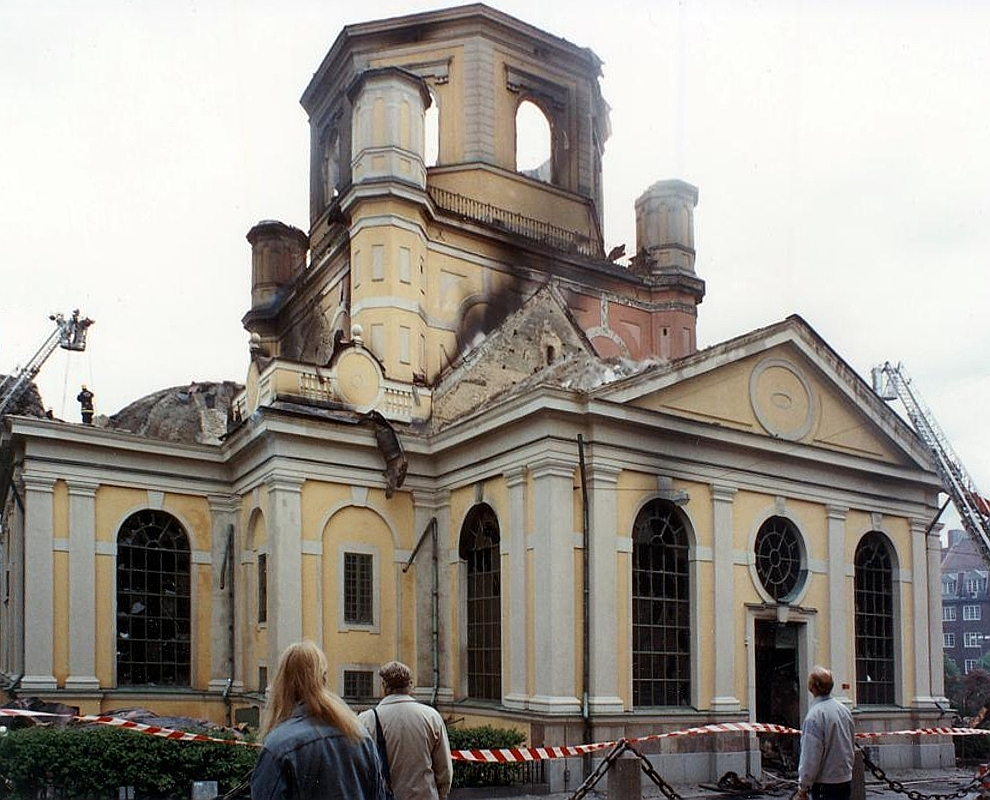
Katarina kyrka dagen efter branden.

- - Katarina kyrka i Stockholm brinner ner [13].
  - Världshälsoorganisationen (WHO) tar bort homosexualitet från sin lista över sjukdomar.
  - Kommunalrådet Lars Engqvist i Malmö vill skänka en hemdator till varje hushåll [8].
- 22 maj – Nord- och Sydjemen återförenas och blir Jemen [2].
- 24 maj – Två nybyggda flyktingförläggningar i Kimstad bränns ner, och polisen misstänker att bränderna är anlagda [9]. Dagarna efter utförs även attentat mot flyktingar i Mariestad och Motala [4].
- 25 maj – En flyktingförläggning i Mariestad utsätts för attentat, och 70 flyktingar blir hemlösa [5].
- 26 maj – Vänsterpartiet Kommunisterna (VPK) byter namn till Vänsterpartiet (V).
- 29 maj – Boris Jeltsin vinner presidentvalet i Ryska SSR, Sovjetunionen [4].
- 30 maj – Michail Gorbatjov och George Bush undertecknar START-avtalet om förstörande av strategiska kärnvapen [2].

### Juni
- 1 juni
  - Första hiphopalbumet på svenska släpps med Just D.
- 5 juni
  - PK-banken byter namn till Nordbanken [13].
  - All utrustning från gruvan i Grängesberg auktioneras bort av Grängesbergsbolaget, och därmed avslutas gruvans historia med anor från 1300-talet [5].
- 8 juni – Undantagstillståndet i Sydafrika upphävs [14].
- 9 juni – En norsk tanker börjar brinna i Mexikanska golfen, och 125 000 ton olja läcker ut [10].
- 16 juni – Estline inviger sitt första fartyg M/S Nord Estonia. Fartyget sätts in på rutten Stockholm–Tallinn.
- 19 juni – Schengenkonventionen mellan Frankrike, Västtyskland, Belgien, Nederländerna och Luxemburg om avskaffandet av gränskontrollerna mellan länderna undertecknas [2]. Den blir tillämplig den 26 mars 1995.
- 21 juni – 50 000 personer dödas, 100 000 personer skadas och 500 000 personer blir hemlösa vid ett jordskalv i Iran [15]. Skalvet uppmäts till  7.3 på Richterskalan.[16]
- 25 juni – Världens första vindkraftverk till havs placeras ut i Kalmarsund [5].

### Juli
- 1 juli

Världsmästerskapet i fotboll spelas i Italien.

  - Valutaunionen mellan Västtyskland och Östtyskland träder i kraft och gör D-mark till östtysk valuta, vilket är ett steg på vägen mot återförening [2].
  - Den svenska gränsen för rattonykterhet sänks till 0,2 promille.
  - I Sverige kommer en lag som säger att elever i högstadiet och gymnasieskolan får utse egna skyddsombud.
- 2 juli – SR Slovenien förklarar sig självständigt inom jugoslaviska federationen [2].
- 3 juli – Drygt 1 400 muslimska pilgrimer på besök i Mecka kvävs eller trampas ihjäl då panik utbryter i en gångtunnel [9]
- 8 juli
  - Västtyskland vinner VM-finalen i fotboll mot Argentina med 1-0 på Olympiastadion i Rom [9].
  - Stefan Edberg, Sverige vinner Wimbledontennisens herrsingelfinal för andra gången [9].
- 9 juli – Filmen Tillbaka till framtiden del III har svensk premiär.
- 11 juli – Armeniska terrorister i Azerbajdzjanska SSR spränger en buss under färd från Kelbecer till Tartar. 14 personer dödas, och 35 skadas.[17]
- 16 juli
  - 16 000 personer omkommer vid ett jordskalv i Filippinerna [15].
  - Ukrainska SSR förklarar sig självständigt [2].
  - Michail Gorbatjov förklarar att ett återförenat Tyskland kan vara med i NATO [2].
- 27 juli – Vitryska SSR:s parlament förklarar republiken suverän [4].
- 31 juli – Irak och Kuwait inleder förhandlingar om gränsdragningen [2].

### Augusti
- 1 augusti
  - Gränsförhandlingarna mellan Irak och Kuwait bryter samman då Kuwait vägrar ge efter för Iraks krav [2].

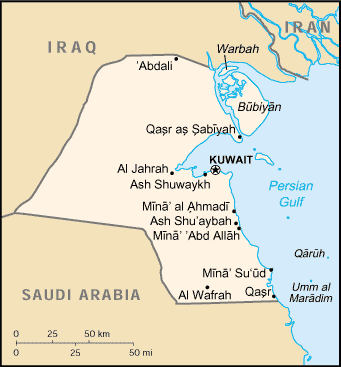
Irak invaderar Kuwait.

- - Tommy Svensson utses till ny förbundskapten för Sveriges herrlandslag i fotboll, sedan Olle Nordin fått sparken då svenskarna presterat mindre bra vid VM 1990 i Italien [9].
- 2 augusti – Irak invaderar Kuwait [9]. FN kräver att Irak drar tillbaka sina soldater. USA, Storbritannien, Sovjetunionen och Egypten skickar krigsfartyg till Persiska viken [2].
- 5 augusti – Tidningen Ny Dag, partiorgan för de svenska kommunisterna sedan 51 år, läggs ner [9].
- 6 augusti
  - FN:s säkerhetsråd visar unik enighet och beslutar införa sanktioner mot Irak [9].
- USA:s president George Bush meddelar att USA skickat soldater till inbördeskrigets Liberia för att skydda USA:s ambassad i Monrovia och att amerikaner evakuerats från Liberia med helikopter [11].
- 8 augusti – Saddam Hussein förklarar Kuwait som Iraks nittonde provins.
- 9 augusti – USA:s president George Bush meddelar att USA skickat soldater till Persiska viken för att skydda Saudiarabien [11].
- 15 augusti – Fred sluts i Iran–Irak-kriget [2].
- 22 augusti – Gifter läcker ut i Ufmika och dödar djur och växtliv samt förgiftar dricksvattnet efter en explosion i en kemisk fabrik i Ufa vid Uralbergen i Ryska SFSR, Sovjetunionen [10].
- 25 augusti – FN:s säkerhetsråd tillåter våld för att upprätthålla blockaden mot Irak.
- 28 augusti – Saddam Hussein utropar Kuwait till Iraks 19:e provins [2].
- 31 augusti – Västtyskland och Östtyskland undertecknar avtal om tysk återförening [2].
- Augusti – Finansbolaget Nyckeln aviserar stora förluster, vilket inleder en bank- och fastighetskris. Svenska staten tar över mer än 100 miljarder i kreditförluster.

### September

Transnistrien.

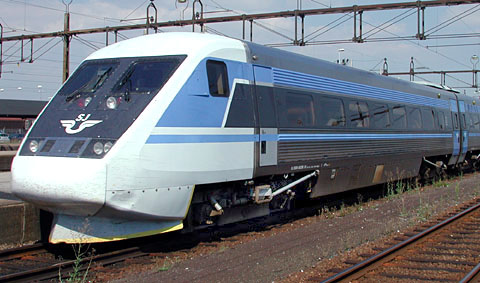
Trafik med X 2000-tåg inleds i Sverige.

- 1 september – Tunnelbanestationen Unter den Linden i Berlin återöppnas så att man efter 29 år återigen kan åka mellan Öst- och Västberlin.
- 2 september – Transnistrien förklarar sig självständigt från Moldavien.
- 4 september
  - Chiles tidigare president Salvador Allende får en officiell statsbegravning, nästan arton år efter sin död i samband med en militärkupp.
  - Trafik med X 2000-tåg inleds i Sverige [18].
- 9 september – Nätverket Rotaract Poseidon Göteborg grundades för att utveckla färdigheter inom ledarskap och arbete med ”service above self”.
- 12 september
  - En domare i Australien ger order om att mediamogulen Christopher Skase, tidigare ägare av Seven Network, skall häktas då han skall ha underlåtit att vittna i en konkursförvaltares granskning av misslyckade skeppsvarvsföretaget Lloyds Ships Holdings, som samarbetar med Christopher Skases Qintex Australia Ltd.[19]
  - Öst- och Västtyskland undertecknar "två plus fyra-fördraget" om Tysklands återförening tillsammans med Sovjetunionen, USA, Storbritannien och Frankrike [2].
- 15 september – TV4 startar sina reklamfinansierade sändningar [9], som andra reklam-TV-kanal i Sverige.
- 18 september – IOK tillkännager att olympiska sommarspelen 1996 kommer att hållas i Atlanta, USA.
- 21 september – Socialdemokraterna avslutar sin kongress i Stockholm, och uttalar sig positivt för bygget av väg- och järnvägsbro över Öresund, samt uttalar sig för att införa TV-reklam i marksänd kanal, men frågan i vilken form lämnas öppen.[20]
- 24 september – Sovjetunionens högsta sovjet röstar överväldigande för ett räddningspaket som möjliggör omfattande marknadsliberala reformer.[21]

### Oktober
- 2 oktober
  - Minst 120 personer omkommer då ett kapat kinesiskt inrikesflygplan havererar i Kanton, Kina [3].
  - 2 personer omkommer då ett tåg kör in i en motorvagn på Roslagsbanan i Sverige [3].

- 3 oktober

Tyskland återförenas.

  - Öst- och Västtyskland återförenas och bildar om Tyskland på nytt[9], när Brandenburg, Mecklenburg-Vorpommern, Sachsen, Sachsen-Anhalt och Thüringen uppgår i Förbundsrepubliken Tyskland. Östberlin och Västberlin återförenas.
  - Finansbolaget Nyckeln ställer in betalningarna sedan bankerna har vägrat skjuta till mer kapital efter en dryg månads krishantering. Det här inleder Finanskrisen i Sverige 1990–1994.
- 9 oktober – David Souter tillträder som domare vid USA:s högsta domstol.
- 10 oktober – SE-banken köper 28 procent av försäkringsbolaget Skandia som inledning till en fusion [8].
- 16 oktober – Valutaflödet ur Sverige uppnår under de senaste veckorna en toppnotering på 12 miljarder SEK, och Sveriges riksbank höjer räntan från 12 till 14 % [5].
- 18 oktober – För att dämpa spekulationen mot den svenska kronan och hejda valutaflödet höjer riksbanken diskontot till 17 % [8].
- 23 oktober – 4 personer omkommer och 1 skadas då en helikopter störtar under kontroll av ledningar mellan Gällivare och Tärnaby i Sverige [3].
- 26 oktober
  - Sveriges socialdemokratiska regering gör en helomvändning och meddelar att den vill föra Sverige in i EG [8].
  - Den svenska regeringens senaste krispaket innebär bland annat att den svenska statsbudgeten skärs ner med 15 miljarder SEK [5].
- 30 oktober – Folkpartiets Bengt Westerberg och moderaternas Carl Bildt deklarerar att de vill bilda regering om socialdemokraterna förlorar svenska valet kommande år [8].

### November
- 6 november – Valdag i USA. Demokraterna behåller majoriteten i både representanthuset, där man vinner sju platser, och senaten, där man vinner en plats.
- 7 november
  - Stockholms tingsrätt friar Jacob Palmstierna, misstänkt för grova skattebrott [22].
  - 3 personer omkommer då ett skolflygplan störtar ner i sjön Mälaren, Sverige [3].
- 12 november
  - De svenska försäkringsbolagen SPP och Trygg-Hansa slås ihop.

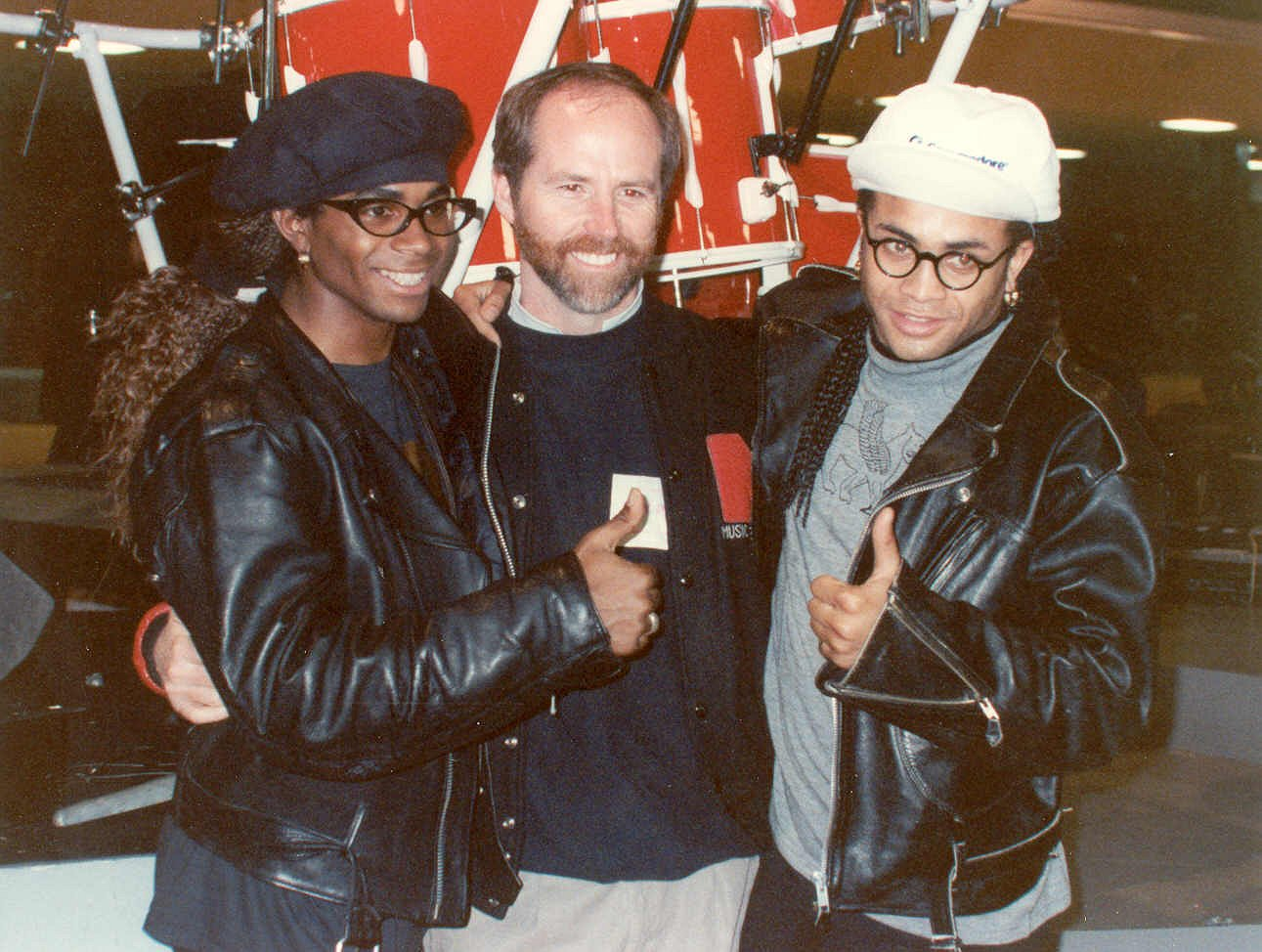
Milli Vanilli.

- - Popduon Milli Vanilli, bestående av Rob Pilatus och Fab Morvan, avslöjas efter att det har uppdagats att de inte är de riktiga sångarna på studionspelningen av sitt Grammy-nominerade album, i själva verket var det andra som sjöng in melodierna på skiva.
- 14 november
  - Tyskland erkänner Oder-Neisse-linjen som sin gräns med Polen [2].
  - Ett Alitalia-flygplan störtar vid Zürich, Schweiz och alla 46 personer i flygplanet omkommer [3].
- 16 november – USA:s president George Bush meddelar att USA utökat sina styrkor i Saudiarabien [11].
- 22 november – I Storbritannien avgår Margaret Thatcher, premiärminister och konservativa partiets ordförande, då den interna kritiken mot henne vuxit alltmer [9].
- 23 november – Vid sitt landsmöte i Stockholm byter Folkpartiet namn till Folkpartiet liberalerna [23].
- 26 november – Den svenska gisslan i Irak på 56 personer släpps efter brev från Sveriges statsminister Ingvar Carlsson, där han utlovar att Sverige skall arbeta fredligt för att lösa Kuwaitkonflikten [5].
- 27 november – I Storbritannien efterträds Margaret Thatcher av John Major som premiärminister och konservativa partiets ledare. [9]
- 28 november – Nöjesparks- och grammofondirektören Bert Karlsson och industrimannen Ian Wachtmeister meddelar, att de tänker delta i det svenska riksdagsvalet 1991 med partiet Ny demokrati [8].
- 29 november – FN:s säkerhetsråd säger ja till militärt våld mot Irak om irakierna inte lämnar Kuwait före 15 januari 1991 [4].
- November – Representanter för Sveriges muslimska råd åker till Irak för att förhandla om frisläppandet av svensk gisslan.

### December

Slovenien.

- 1 december – Engelska och franska tunnelborrare möts under Engelska kanalen [2].
- 2 december – Toyohiro Akiyama blir förste japanen i rymden.
- 9 december – Tidigare elektrikern och fackföreningsledaren Lech Walesa väljs till Polens president [9], med 75 % av rösterna [4] och lämnar ordförandeskapet i Solidaritet [2].
- 12 december – Sveriges riksdag röstar för att Sverige skall ansöka om medlemskap i EG [13].
- 20 december
  - Före detta polischefen Hans Holmér och före detta SÄPO-chefen P. G. Näss fälls för olovlig avlyssning under Palmeutredningen, Stockholms tingsrätt dömer båda till dagsböter [5].
  - Nordbankens VD Rune Barnéus får sparken på grund av alla kreditförluster [4].
- 22 december – SR Kroatien förklarar sig självständigt inom jugoslaviska federationen [2][2].
- 23 december – Slovenien säger i folkomröstning ja till frigörelse från Jugoslavien [4].
- 26 december – Slovenien förklarar sig som självständig stat.

### Okänt datum
- Storbritanniens parlament lagstiftar mot ravepartyn [24].
- De sista utsmyckningarna inom handstilen de-standardiseras, för att hänga med in i IT-åldern.[25]
- Produktionsbidraget i det svenska presstödet omvandlas till ett driftbidrag.
- Prisreglering och exportstöd för svenska jordbruksprodukter avskaffas.
- I Kanada avskaffar provinsen Ontario alla religiösa tendenser i provinsens allmänna skolsystem.
- Tomas Brolin blir Sveriges dyraste fotbollsproffs någonsin då han går till italienska AC Parma för 10 miljoner SEK [8].

## Födda

### Januari
- 1 januari – Anastasia Lin, kinesisk-kanadensisk skådespelare, skönhetsdrottning och människorättsaktivist.
- 7 januari – Gregor Schlierenzauer, österrikisk backhoppare.
- 13 januari – Liam Hemsworth, australiensk skådespelare
- 18 januari – Nisa Romyen, thailändsk fotbollsspelare.
- 26 januari – Sergio Pérez, mexikansk racerförare.
- 31 januari – Jacob Markström, svensk ishockeymålvakt.

### Februari
- 9 februari – Daniel Brodin, svensk ishockeyspelare.
- 11 februari – Q'orianka Kilcher, amerikansk skådespelare.
- 21 februari – Mattias Tedenby, svensk ishockeyspelare.
- 25 februari – Ehsan Hajsafi, iransk fotbollsspelare.

### Mars
- 4 mars – Andrea Bowen, amerikansk skådespelare.
- 5 mars – Freddy Åsblom, svensk barnskådespelare.
- 6 mars – Sebastian Stålberg, svensk ishockeyspelare.
- 9 mars – Mateusz Prus, polsk fotbollsmålvakt.
- 16 mars – James Bulger, brittiskt mordoffer.
- 19 mars – Anders Nilsson, svensk ishockeymålvakt.
- 24 mars
  - Frida von Schewen, svensk sångerska.
  - Keisha Castle-Hughes, australisk skådespelare.
  - Jules Sitruk, fransk skådespelare.

### April
- 1 april – Samuel Haus, svensk barnskådespelare.
- 9 april – Kristen Stewart, amerikansk skådespelare.
- 10 april – Alex Pettyfer, engelsk skådespelare.
- 15 april – Emma Watson, brittisk skådespelare.
- 18 april – Oumar Niasse, senegalesisk fotbollsspelare.

### Maj
- 9 maj – Kristina Gern, rysk-svensk DJ.
- 16 maj – Janne Heikkinen, finländsk politiker.
- 24 maj – Mattias Ekholm, svensk ishockeyspelare.
- 26 maj – Mervan Celik, svensk fotbollsspelare.
- 27 maj – Marcus Krüger, svensk ishockeyspelare.
- 31 maj – Erik Karlsson, svensk ishockeyspelare.

### Juni
- 7 juni
  - Magnus Nygren, svensk ishockeyspelare.
  - Iggy Azalea, australisk hiphopartist och rappare
- 12 juni – Jessica Ohlson, svensk politiker.
- 13 juni – Aaron Johnson, amerikansk skådespelare.
- 21 juni – Håvard Nordtveit, norsk fotbollsspelare.
- 25 juni – Matias Marttinen, finländsk samlingspartistisk politiker.
- 26 juni – Melissa Seidemann, amerikansk vattenpolospelare.
- 30 juni – Sandro Sukno, kroatisk vattenpolospelare.

### Juli
- 2 juli – Margot Robbie, australisk skådespelare
- 3 juli – Dennis Rasmussen, svensk ishockeyspelare.
- 13 juli – Eduardo Salvio, argentinsk fotbollsspelare.
- 18 juli – Melker Karlsson, svensk ishockeyspelare.
- 27 juli – Indiana Evans, australisk skådespelare.

### Augusti
- 6 augusti – JonBenét Ramsey, amerikansk skönhetsdrottning.
- 9 augusti – Bill Skarsgård, svensk skådespelare.
- 11 augusti – Nicola Zagame, australisk vattenpolospelare.
- 12 augusti – Mario Balotelli, italiensk fotbollsspelare.
- 21 augusti – Marcus Berggren, svensk ståuppkomiker.
- 24 augusti – Sofia Dalén, svensk programledare och komiker.
- 28 augusti
  - Bojan Krkić, spansk-serbisk fotbollsspelare.
  - Ariel Petsonk, svensk barnskådespelare.
  - Henrik Tömmernes, svensk ishockeyspelare.

### September
- 2 september – Marcus Ericsson, svensk racerförare.
- 15 september – Alexander Fällström, svensk ishockeyspelare.
- 18 september
  - Lewis Holtby, tysk fotbollsspelare.
  - Alexandra Höglund, svensk fotbollsspelare.
- 20 september – John Tavares, kanadensisk ishockeyspelare.
- 25 september
  - Mao Asada, japansk konståkare.
  - Margaux Dietz, svensk bloggare, youtuber och programledare.

### Oktober
- 1 oktober – Charlie McDonnell, engelsk bloggare känd från Youtube.
- 6 oktober – Marcus Johansson, svensk ishockeyspelare.
- 13 oktober – Jakob Silfverberg, svensk ishockeyspelare.
- 19 oktober
  - Aleh Dubitski, vitrysk släggkastare.
  - Janet Leon, svensk sångare och dansare.
- 24 oktober – Matteo Piano, italiensk volleybollspelare
- 29 oktober
  - Amarna Miller, eg. Marina, Spansk skådespelare.
  - Eric Saade, svensk artist.

### November
- 1 november – Simone Giertz, svensk uppfinnare och Youtube-personlighet.
- 5 november – Darko Brguljan, montenegrinsk vattenpolospelare.
- 14 november – Jessie Jacobs, australisk skådespelare och sångare.
- 25 november – Ted Brithén, svensk ishockeyspelare.
- 28 november – Dedryck Boyata, belgisk fotbollsspelare.
- 30 november – Hannah Richings, brittisk musiker, medlem i S Club 8.

### December
- 18 december – Victor Hedman, svensk ishockeyspelare.
- 20 december – Alexander Urbom, svensk ishockeyspelare.
- 25 december – Lisa Larsen, svensk skidåkare, orienterare och löpare.

## Avlidna

### Första kvartalet

#### Januari
- 2 januari – Nils Kyndel, 84, svensk kompositör och musikarrangör.
- 8 januari – Terry-Thomas, 78, brittisk skådespelare.
- 12 januari – Joseph S. Clark, 88, amerikansk demokratisk politiker, senator 1957–1969.
- 14 januari – Sten-Åke Cederhök, 76, svensk skådespelare och revyartist[8].
- 17 januari – Charles Hernu, 66, fransk politiker, Frankrikes försvarsminister 1981–1985.
- 18 januari – Melanie Appleby, 23, brittisk sångerska.
- 20 januari – Barbara Stanwyck, 82, amerikansk skådespelare.
- 23 januari
  - Allen Collins, 37, amerikansk gitarrist, medlem i Lynyrd Skynyrd.
  - Charley Eugene Johns, 84, amerikansk politiker, guvernör i Florida 1953–1955.
- 25 januari
  - Ava Gardner, 67, amerikansk skådespelare.
  - Åke Hedtjärn, 82, svensk väg- och vattenbyggnadsingenjör.

#### Februari
- 1 februari – Lauritz Falk, 80, svensk skådespelare, regissör, sångare och konstnär.
- 8 februari – Del Shannon, 55, amerikansk sångare och gitarrist.
- 15 februari – Ulf Johanson, 68, svensk skådespelare.
- 16 februari – Keith Haring, 31, amerikansk konstnär.
- 17 februari – Eric Stolpe, 70, svensk skådespelare, revyartist, textförfattare, sångare och journalist.
- 18 februari – Tor Isedal, 65, svensk skådespelare.
- 23 februari – Margareta Bergman, 89, svensk skådespelare.
- 27 februari – Arthur Österwall, 79, svensk orkesterledare, kompositör, vokalist och musiker (kontrabas).
- 28 februari – Erik Upmark, 85, svensk ämbetsman och civilingenjör samt generaldirektör för Statens Järnvägar 1949–1969.

#### Mars
- 6 mars – Friedrich Hielscher, 87, tysk poet och filosof.
- 8 mars – Karin Kavli, 83, svensk skådespelare och teaterchef.
- 10 mars – Olle Ekbladh, 83, svensk skådespelare.
- 19 mars – Andrew Wood, 24, amerikansk musiker.
- 20 mars – Lev Jasjin, 60, sovjetisk fotbollsmålvakt.

### Andra kvartalet

#### April
- 1 april – Yngve Diurlin, 86, svensk militär.
- 3 april – Sarah Vaughan, 66, amerikansk jazzsångerska.
- 4 april – C.R. Smith, 90, amerikansk företagsledare och politiker.
- 6 april – B.T. Ranadive, 85, indisk politiker och fackföreningsman.
- 8 april – Bellan Roos, 88, svensk skådespelare.
- 11 april – Ivar Lo-Johansson, 89, svensk arbetarförfattare[9].
- 15 april – Greta Garbo, 84, svensk skådespelare (död på sjukhus i New York)[9].
- 17 april – Sigvard Törnqvist, 78, svensk ryttare och kompositör.
- 21 april – Frank J. Lausche, 94, amerikansk demokratisk politiker och jurist.
- 23 april – Paulette Goddard, 79, amerikansk skådespelare.

#### Maj
- 1 maj – Yvonne Floyd, 53, svensk manusförfattare.
- 12 maj – John E. Davis, 77, amerikansk republikansk politiker, guvernör i North Dakota 1957–1961.
- 16 maj
  - Sammy Davis Jr., 64, amerikansk underhållare, musiker och skådespelare.
  - Jim Henson, 53, amerikansk dockdesigner, dockspelare, filmproducent, filmregissör och manusförfattare.
- 24 maj – Kawdoor Sadananda Hegde, 81, indisk jurist och politiker, talman i Lok Sabha 1977–1979.
- 27 maj – Gunnar "Knas" Lindkvist, 73, svensk skådespelare och revyartist.
- 30 maj – Egil Holmsen, 73, svensk regissör, manusförfattare, journalist, författare och skådespelare.
- 31 maj – Elsa Hofgren, 95, svensk skådespelare.

#### Juni
- 2 juni – Rex Harrison, 82, brittisk skådespelare.
- 3 juni – Aino Taube, 77, svensk skådespelare.
- 5 juni – Nils Brandt, 58, finlandssvensk skådespelare.
- 8 juni – José Figueres Ferrer, 83, vid tre tillfällen Costa Ricas president.
- 11 juni – Oldřich Nejedlý, 80, tjeckoslovakisk skytteligavinnare i VM 1934.
- 12 juni – Terence O'Neill, 75, premiärminister i Nordirland 1963–1969.
- 13 juni – Kjell Stensson, 72, svensk radioprofil.

### Tredje kvartalet

#### Juli
- 19 juli – Ulf Qvarsebo, 59, svensk skådespelare.
- 24 juli – Harald Moberg, 83, svensk agronom.
- 29 juli – Bruno Kreisky, 79, österrikisk politiker, förbundskansler 1970–1983.

#### Augusti
- 6 augusti – Jacques Soustelle, 78, fransk antropolog, etnolog och politiker.
- 17 augusti – Pearl Bailey, 72, amerikansk skådespelare och sångerska.
- 27 augusti
  - Tyra Ryman, 87, svensk skådespelare.
  - Stevie Ray Vaughan, 35, amerikansk gitarrist, sångare och låtskrivare.
- 28 augusti
  - Eva Stiberg, 69, svensk skådespelare.
  - Willy Vandersteen, 77, belgisk (flamländsk) serietecknare.

#### September
- 2 september – John Bowlby, 83, brittisk psykiater.
- 4 september – Irene Dunne, 91, amerikansk skådespelare.
- 6 september – Tom Fogerty, 48, amerikansk musiker.
- 7 september – Ahti Karjalainen, 67, finländsk politiker.
- 11 september
  - Julius Jacobsen, 75, dansk-svensk kompositör, musikarrangör och musiker (pianist).
  - Frederick Fyvie Bruce, 79, brittisk bibelforskare.
- 18 september – Claude Loyola Allgén, 70, svensk kompositör.
- 22 september – John A. Danaher, 91, amerikansk republikansk politiker och jurist.
- 25 september – Wilfred Burns, 73, brittisk kompositör som bland annat komponerat svensk filmmusik.
- 26 september – Alberto Moravia, 82, italiensk författare.

### Fjärde kvartalet

#### Oktober
- 1 oktober
  - John Stewart Bell, 62, irländsk fysiker.
  - Curtis LeMay, 83, amerikansk flygvapengeneral under andra världskriget.
- 6 oktober – Märta Dorff, 81, svensk skådespelare.
- 14 oktober
  - Leonard Bernstein, 72, amerikansk tonsättare och dirigent.
  - Carin Swensson, 85, svensk skådespelare och sångerska.
- 16 oktober – Art Blakey, 71, amerikansk jazzmusiker.
- 27 oktober
  - Xavier Cugat, 90, spansk-amerikansk orkesterledare.
  - Jacques Demy, 59, fransk regissör.
- 28 oktober – Geminio Ognio, 72, italiensk vattenpolospelare.
- 29 oktober – William French Smith, 73, amerikansk republikansk politiker, USA:s justitieminister 1981–1985.

#### November
- 9 november – Dora Söderberg, 90, svensk skådespelare.
- 23 november
  - Roald Dahl, 74, brittisk författare.[26]
  - Ragnar Thorngren, 75, svensk travkusk och travtränare.
- 28 november – Paco Godia, 69, spansk racerförare.

#### December
- 2 december – Aaron Copland, 90, amerikansk kompositör.
- 7 december – Joan Bennett, 80, amerikansk skådespelare.
- 8 december – Ed Edmondson, 71, amerikansk demokratisk politiker, kongressledamot 1953–1973.
- 24 december – Thorbjørn Egner, 78, norsk barnboksförfattare.

## Nobelpris[27]
- Fysik
  - Jerome I Friedman, USA
  - Henry W Kendall, USA
  - Richard E Taylor, Kanada
- Kemi – Elias James Corey, USA
- Medicin
  - Joseph E. Murray, USA
  - E Donnall Thomas, USA
- Litteratur – Octavio Paz, Mexiko
- Fred – Michail Gorbatjov, Sovjetunionen
- Ekonomi
  - Harry Markowitz, USA
  - Merton Miller, USA
  - William F. Sharpe, USA

### Fotnoter
1. ↑  Sverige 1900-talet – Sportens moraliska universum, NE, Bra Böcker, 2000
2. 1 2 3 4 5 6 7 8 9 10 11 12 13 14 15 16 17 18 19 20 21 22 23 24 25 26  Faktakalendern 2000 – 1990 (Utlandet), Semic, 1999
3. 1 2 3 4 5 6 7 8 9 10 11 12 13  Faktakalendern 1996, Semic, 1995
4. 1 2 3 4 5 6 7 8 9 10 11 12 13 14  100 år med Aftonbladet – 1990, 1999
5. 1 2 3 4 5 6 7 8 9 10 11  Sverige 1900-talet – 1990, NE, Bra Böcker, 2000
6. ↑  ”EurasiaNet Human Rights – Notes from Baku: Black January”. http://www.eurasianet.org/departments/rights/articles/pp021603.shtml.
7. ↑  ”Azeri Genocide”. Arkiverad från originalet den 19 april 2019. https://web.archive.org/web/20190419023114/http://www.azerigenocide.org/.
8. 1 2 3 4 5 6 7 8 9 10 11 12 13 14 15 16  Hundra år i Sverige – 1990, Hans Dahlberg, Albert Bonniers, 1999
9. 1 2 3 4 5 6 7 8 9 10 11 12 13 14 15 16 17 18 19 20 21 22  20:e århundradets När Var Hur – 1990, Bernt Himmelstedt, Forum, 1999
10. 1 2 3 4  Faktakalendern 1997, Semic, 1996
11. 1 2 3 4  ”USA:s militära insatser i utlandet”. Arkiverad från originalet den 29 november 2005. https://web.archive.org/web/20051129052401/http://www.history.navy.mil/library/online/forces.htm. Läst 31 januari 2011.
12. ↑  http://www.nasa.gov/mission_pages/shuttle/shuttlemissions/archives/sts-31.html
13. 1 2 3  Faktakalendern 2000 – 1990 (Sverige), 1999
14. ↑  ”World Statesmen”. http://www.worldstatesmen.org/South_Africa.html.
15. 1 2  Faktakalendern 2006, Semic, 2005
16. ↑  ”Iranian Town, Once a Jewel, Lies Entombed”. The New York Times:  ss. A6. 25 juni 1990.
17. ↑  Terrorist and Sabotage Acts Commited in the Territory of Azerbaijan
18. ↑  ”Järnvägar i historien”. Arkiverad från originalet den 21 oktober 2009. https://web.archive.org/web/20091021120717/http://www.jvmv.se/bandelsregister/LOK-reg/H1960.htm.
19. ↑  ”Articles from L.A.Times”. Arkiverad från originalet den 1 maj 2011. https://web.archive.org/web/20110501075038/http://articles.latimes.com/keyword/christopher-skase.
20. ↑   Horisont 1984. Bertmarks. Läst 12 april 2025
21. ↑  ”Arkiverade kopian”. Seattle Time. 24 september 1990. Arkiverad från originalet den 24 oktober 2016. https://web.archive.org/web/20161024030926/http://community.seattletimes.nwsource.com/archive/?date=19900924&slug=1094820. Läst 30 juli 2013.
22. ↑  Sverige 1900-talet – 1989, NE, Bra Böcker, 2000
23. ↑  Horisont 1990, Bertmarks, sidan 278 - Folkpartiet liberalerna nytt namn på (fp)
24. ↑  ”Narkotika”. Arkiverad från originalet den 24 maj 2011. https://web.archive.org/web/20110524131828/http://members.fortunecity.com/simulatorsmusicsite/droger/narkotika.htm.
25. ↑  Suddath, Claire (3 augusti 2009). ”Mourning the Death of Handwriting”. Time. Arkiverad från originalet den 26 april 2010. https://web.archive.org/web/20100426113408/http://www.time.com/time/magazine/article/0,9171,1912419-1,00.html. Läst 20 april 2010.
26. ↑  Horisont 1990, Bertmarks, sidan 278 - Författaren Roald Dahl död
27. ↑  ”Nobelpriset”. https://www.nobelprize.org/prizes/lists/all-nobel-prizes/. Läst 10 april 2011.